# 太公阴符
《太公阴符》，是一部中国古代思想论著书籍，属道家一派之书，又叫《太公阴符经》，传说为姜太公所留下的，据说苏秦（？－前284）为读这本书而头悬梁锥刺股，最后挂六国相印而衣锦还乡。
《战国策·秦策》记载：苏秦游说诸侯不成，乃发奋矢志，连夜发陈箧数十，得“太公阴符之谋”，日夜揣摩，至于引锥刺股，终佩六国相印。然而此“阴符之谋”究竟为书籍亦或为学科，因《汉书·艺文志》道家、兵书类俱不载，其他典籍亦无从搜检，故具体情状不得而知。《隋書·经籍志》兵家始载有《阴符铃录》一卷，   《周书阴符》九卷，今亦未知其详，且皆不言“经”。
所云阴者，暗也；符者，合也。天机暗合于事机，故曰阴符。其中以阴阳五行为立论旨归，概言人与自然、自然与自然之关系，多申发《老子》、《庄子》、《亢仓子》、《三略》之意，注疏中又时亲以兵家韬略。自唐以降，流传版本众多，主要有汉魏丛书本、《道书全集》本、《说郛》本、《子书百种》本等。
现已无真迹流传，据说读其书，能使人变成奇人和有智慧的人。

## 外部連結
太公陰符經